# Ernest Fourneau
Ernest François Auguste Fourneau (1872-1949) fue un farmacéutico francés que se graduó en 1898 de la Universidad de París como especialista en química farmacéutica y farmacología. Jugó un papel importante en el descubrimiento de anestésicos locales sintéticos como la amilocaína, así como en la síntesis de la suramina, eficaz contra la enfermedad del sueño. Es autor de más de doscientos trabajos académicos y se describe como "colaborador al establecer las leyes fundamentales de la quimioterapia que han salvado tantas vidas humanas".

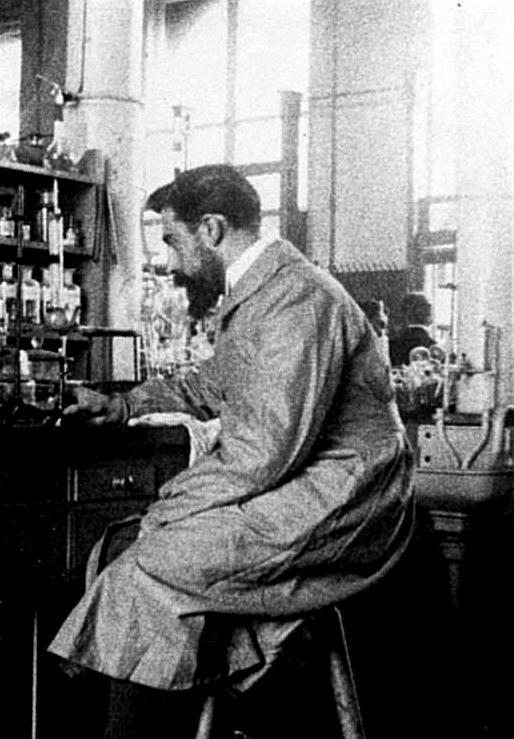
Ernest Fourneau en laboratorio de Emil Fischer en Berlin, c. 1899-1900

Fourneau fue alumno de Charles Friedel y Charles Moureu; y estudió en Alemania en los laboratorios de Ludwig Gattermann en Heidelberg, Hermann Emil Fischer en Berlín y Richard Willstätter en Múnich. Él dirigió el laboratorio de investigación de la compañía francesa Poulenc Frères en Ivry-sur-Seine de 1903 a 1911. Uno de los productos descubiertos en dicho laboratorio fue un anestésico local sintético que fue llamado Stovaina (Amilocaína). Se trataba de un juego de palabras con la traducción inglesa de "fourneau" como "stove" (horno/estufa). (El mismo juego de palabras fue usado para el nombre comerical del acetarsol, Stovarsol.) Otros medicamentos importantes fueron los antipiréticos.
En 1910 Fourneau aceptó la dirección de la sección de química medicinal del Instituto Pasteur, con la condición de mantener sus vínculos con Poulenc Frères. Trabajó en dicho laboratorio por más de 30 años hasta 1944. Allí reclutó a la ingeniera química francesa Germaine Benoit (1901-1983) en 1924 como su asistente.
En 1946 Fourneau fue director de un laboratorio de investigación en Rhône-Poulenc hasta su muerte en 1949.
Fourneau fue miembro de la Académie Nationale de Médecine.